# Хозари
Хоза́ри — тюркське плем'я, що з'явилося в південно-східній Європі після відходу гунів (IV століття) і проіснувало до XI століття. Східні сусіди східнослов'янських племен, пізніше Київської Русі.
Про походження хозарів існують різні припущення; вони самі себе вважали близькими до булгар, огузів, аварів.
Вважають, що прабатьківщиною хозарів були Прикаспійські та Приаральські степи і лівобережне Поволжя. Пізніше територія, заселена хозарами, охоплювала прикаспійські степи між річкою Сулаком і пониззям Дону. Головним етнічним центром хозарів був приморський Дагестан, де розташовувалися їхні ранні столиці.
Разом з тим, на думку сходознавців, що виходили з даних східних джерел (твори Аль Масуді, Захарії Казвіні, Ібн-ал-Кяльбі), під хозарською зверхністю напередодні та на час утворення Київської Русі перебували всі слов'янські співплемінності на теренах України. Зокрема, український радянський історик А. Ковалівський вказує, що «східні автори довго вважали, що межі Хазарії простягаються до Карпатів». А. Новосельцев також зазначав, що в період розквіту Хозарії (70-ті роки VII—VIII ст.) її влада на заході поширювалася до Дунаю. 
Хозарська еліта у певний момент масово прийняла юдаїзм, і за словами хазарського єврея, наближеного до царя хозарів Юсуфа-Йосипа, походять від євреїв Вірменії. За походу князя Святослава частина хозарів, які втекли на південь і потрапили до мусульман, прийняли іслам. Значна частина заможного населення та знаті хозарів Волгою дісталася балтійського басейну та склали місцеву торгову еліту, сприяючи розвиткові балтійського торгово-політичного союзу Ганза, посиливши формування німецьких і голландських торгових міст-портів.
Головним заняттям перших відомих племен хозарів було кочове скотарство, згодом, коли частина населення осіла, набули від сусідів та завойованих племен хліборобство і торгівлю. Вони часто воювали, але й торгували з Іраном, Арабським халіфатом, Візантією, пізніше — з Руссю, що свідчить про тривале протистояння з потужним союзництвом руських племен і пограниччям задовго до створення каганату.

## Виникнення Хозарського каганату
У другій половині VI ст. хозари підпали під владу Західнотюркського каганату, під яким були протягом століття. Після розпаду Тюркського каганату в середині VII ст. підкорили собі частину болгар, кавказькі й слов'янські племена та створили Хозарський каганат, першу державну формацію на сході Європи. Верховним володарем Хозарського каганату був каган як релігійний зверхник, його заступником і фактичним правителем був цар-намісник бек.
Спершу у 720-х-737 роках столицею Хозарського каганату було місто Семендер в північному Даґестані, а з середини VIII ст. — Ітиль над Волгою, недалеко сучасної Астрахані. Місто Ітиль стало важливим центром міжнародної торгівлі між Сходом і Заходом, у ньому були й окремі слов'янські квартали.
За Сестренцевичем, «Сармато-козари, після об'єднання свого, були такі сильні й мужні, що коло 750 року допомогли візантійському імператорові Костянтинові V узяти гору над сарацинами. Задоволений цією перемогою, Констянтин виявив сармато-козарами повне своє задоволення й обіцяв їм високе своє заступництво. Він нібито прозвав їх козаками, й писав до одного короля, свого сусіда, й просив його також на майбутні часи називати їх не козарами, а козаками.».
835 року за допомогою візантійських будівничих, на Дону збудовано укріплене місто Саркел, де було багато руських, хозарських, грецьких, іранських і середньоазійських купців.
Крім торговельного шляху між Європою й Азією, через Хозарію проходив Волзький шлях, що сполучав Арабський халіфат зі Скандинавією.

## Розквіт
Найбільшого розвитку Хозарський каганат зазнав у VII ст., коли він оволодів Північним Кавказом, Приазов'ям, більшою частиною Східної Європи по Дніпро. Тоді у залежність від хозар підпали племена сіверян і полян, які платили їм данину. Хозарський каганат воював як проти арабів, так і проти Візантії. Хозари відіграли роль заборола проти арабської експансії.
На початку VIII ст. серед хозарів північного Дагестану поселилися євреї з Ірану та Візантії, і під їх впливом частина хозарів перейшла на юдаїзм, однак щойно на початку IX ст. цар Обадія проголосив юдейську віру без Талмуду державною релігією. У 737 року араби з халіфату напали на Хозарський каганат і примусили провідну верству перейти на іслам. Зі свого боку Візантія намагалася насадити в Хозарії християнство; місійну подорож серед хозар відбув у 860-861 роках Кирило-Константин. При допомозі візантійських місіонерів у Хозарському каганаті створено митрополію і 7 єпархій. На території Хозарського каганату мирно співіснували юдаїзм (провідна верства), іслам і християнство — як також і язичництво, поширене і серед слов'янських племен.

## Занепад
Наприкінці IX століття в причорноморські степи, контрольовані хозарами, прийшли печеніги, які значно ослабили Хозарський каганат. Із середини IX століття сильним суперником для хозарів стала Русь, військові дружини якої часто проходили територією Хозарії до Каспійського моря.
У IX—X ст. уся політика й економіка (торгівля) Східної Європи зосереджувалася в трикутнику Візантія— Хозарський каганат — Київська Русь. Рівновага між цими державами була порушена з ослабленням Хозарського каганату й зростанням Київської Русі.
За літописним описами 862 року руське військо під проводом Аскольда й Діра визволило Київ від хозарської влади.
У 883—885 роках князь Олег визволив і племена полян та сіверян з-під хозарської залежності.
За часів князя Ігоря руське військо двічі (913—914 і 943—944) переходило через Хозарію на Каспійське узбережжя, де захопило чималу здобич. У поході проти Візантії (941) князь Ігор користувався підтримкою Хозарського каганату, серед його дружинників були й хозари християнського віровизнання.
Похід князя Святослава Ігоревича 964—965 років на Хозарський каганат завдав йому, після 300-річного існування, остаточного удару. Було розгромлено міста Ітиль і Семендер, а Білу Вежу, разом із південно-західною частиною (Тмутороканське князівство) — приєднано до Київської держави. Знищення Хозарського каганату припинило набіги хозарських орд на поселення слов'ян з метою захоплення населення й продажу його в рабство[джерело?].
Після перемоги князя Святослава хозари підпали під зверхність Хорезму[джерело?].
985 року князь Володимир Святославич пішов походом на булгар та хозарів і після перемоги примусив їх платити данину.
Остання літописна згадка про хозарів датується 1079 роком (про їх участь у змові проти князя Олега Святославича, якого схопили в Тмуторокані й відправили у Візантію). 1083 року князь Олег, повернувшись до Тмуторокані, стратив хозарів-змовників.
Після занепаду Хозарського каганату хозари поступово змішувалися з тюрксько-половецьким оточенням і згодом цілковито зникли.